# Captura de la Expedición de Cádiz
La Captura de la Expedición de Cádiz,[cita requerida] fue un hecho de armas ocurrido en la bahía de Concepción en 1818 fruto de la inteligencia de Buenos Aires ocurrida por el motín de la tropa española.

## Antecedentes
Después de la derrota realista en la batalla de Maipú, Mariano Osorio, de acuerdo con el virrey del Perú, decidió abandonar Talcahuano, lo que hizo el 8 de septiembre, dejando el resto de su ejército al mando del coronel Juan Francisco Sánchez con la consigna de retirarse al sur y sostener la guerra con el concurso del pueblo mapuche.
Entretanto, el rey Fernando VII, aprovechando la paz con Francia, resolvió enviar un fuerte ejército para someter a las Provincias Unidas del Río de la Plata y otro para reforzar las fuerzas realistas en Chile. Planearon en octubre de 1817 para enviar 12.000 hombres a Buenos Aires y 2.000 a Chile para reprimir a los movimientos independientes en América del Sur. Sin embargo, los galeones de Manila y los ingresos fiscales del Imperio español se había interrumpido. España estaba casi en bancarrota y su gobierno era inestable.
A pesar de la situación por la que pasaba España es enviada la expedición a Chile la que estaba conformada por una fragara de escolta y diez transportes con 2080 hombres.

### La trama independentista en la sublevación
El gobierno rioplatense tenía agentes en Cádiz que le comunicaban las noticias importantes y los pormenores de las expediciones militares hacía América, lo que incluía influir sobre el espíritu de los oficiales españoles. Uno de ellos era Andrés Arguibel, natural de Buenos Aires, establecido en Cádiz y que mantenía una comunicación directa con Juan Martín de Pueyrredón. Arguibel, que se encargaba de comunicar al gobierno de Buenos Aires el zarpe de los buques de la expedición Cantabria, sería relacionado más tarde con la sublevación de la Grande Expedición al Río de la Plata, o Pronunciamiento de Riego, y trabajó con éxito para conseguir la rebelión en la fragata Trinidad, donde parte de la oficialidad española sublevó toda la tropa del regimiento Cantabria que terminó pasada a las filas del bando insurgente americano.

### Fuerzas expedicionarias
España tras su guerra de independencia había quedado devastado económicamente sin tener gran capacidad para reprimir las rebeliones en América. En este sentido desde lo naval, la Real Armada Española había quedado diezmada, así como los medios para reconstruirla. Necesitado el país de una flota poderosa para asegurar las costas en la península ibérica y en los territorios de las colonias que se estaban independizando y que ahora contaban con sus propias escuadras navales para defenderse. Ante esto, España por la falta de barcos de guerra para hacer frente a esta situación suscribió con Rusia el 11 de agosto de 1817 el Tratado de Madrid donde Rusia le vendía una escuadra de 4 navíos de línea de 74 cañones cada uno, y 8 fragatas de 40 cañones. Pero el resultado fue el arribo a puertos españoles de una flota de barcos podridos debido a que el tipo de madera y su construcción no eran las adecuadas para una travesía atlántica. Solo algunos buques estaban medianamente en buen estado para navegar, una de estas era la fragata renombrada María Isabel de 50 cañones quién se aprestó para proteger el convoy de transportes con tropas que se enviaría a Chile. 
Los transportes llevaban los suministros de alimentos, municiones, armas y, más importante, dos batallones de infantería del regimiento de Cantabria, tres escuadrones de caballería, la artillería y dos compañías de ingenieros de combate (zapadores), para un total de 2.080 hombres bajo el mando del teniente coronel Fausto del Hoyo y La fuerza naval estaba al mando del capitán Manuel del Castillo. 
Si bien la expedición estaba planeada para darse a la vela a mediados del mes de marzo esta no pudo concretarse debido a que el armamento solicitado a los arsenales de Oviedo y Plasencia aún no había sido completado, por otra parte aunque el virrey Pezuela había solicitado reiteradamente al rey Fernando VII el envío de fuerzas navales con las cuales reforzar la escuadrilla que había organizado en el apostadero del Callao las órdenes del rey eran terminantes, una vez desembarcada la fuerza expedicionaria la fragata María Isabel debía retornar a la brevedad posible a España.
| Navío        | Clase                 | Destino                                                           |
| ------------ | --------------------- | ----------------------------------------------------------------- |
| María Isabel | Fragata de 50 cañones | Capturada por la escuadra chilena.                                |
| Trinidad     | Transporte            | Sublevado y entregado en Buenos Aires.                            |
| Especulación | Transporte            | Llega al Callao conduciendo dos compañías del batallón Cantabria. |
| Escorpión    | Transporte            | Desembarca su tropa en Talcahuano y pasa al Callao.               |
| Atocha       | Transporte            | Desembarca su tropa en Talcahuano y pasa al Callao.               |
| San Fernando | Transporte            | Desembarca su tropa en Talcahuano y pasa al Callao.               |
| Dolores      | Transporte            | Capturado por la escuadra chilena.                                |
| Magdalena    | Transporte            | Capturado por la escuadra chilena.                                |
| Elena        | Transporte            | Capturado por la escuadra chilena.                                |
| Jerezana     | Transporte            | Capturado por la escuadra chilena.                                |
| Carlota      | Transporte            | Capturado por la escuadra chilena.                                |

Tropas Expedicionarias
| Unidades                | Comandantes                                                                                  | Efectivos     | Historial |
| ----------------------- | -------------------------------------------------------------------------------------------- | ------------- | --- |
| Regimiento de Cantabria | Primer Batallón: Teniente coronel Fausto del Hoyo Segundo Batallón: Rafael Ceballos Escalera | 1600 infantes | 210 infantes arriban al Callao donde sirven de base para la creación del batallón Cantabria, tras varios años de victoriosas acciones desaparece en Ayacucho en 1824. 340 infantes desembarcan en Talcahuano, subsisten en el sur de Chile hasta la caída de la plaza de Valdivia en 1820. |
| Cazadores-Dragones      | Teniente coronel Gaspar Fernández de Bobadilla                                               | 300 jinetes   | 255 jinetes desembarcan en Talcahuano. Tras participar en diversas acciones el comandante Fernández de Bobadilla pasa al Perú con la mayor parte del regimiento hasta desaparecer en 1824. 107 soldados quedan en Valdivia hasta la caída de la plaza.                                     |
| Artillería              | Teniente coronel Juan Loriga                                                                 | 90 artilleros | 30 artilleros desembarcan con 4 cañones de a 4 en Talcahuano. El comandante Loriga pasa al Perú en 1820. |
| Zapadores               | NN                                                                                           | 90 zapadores  | 40 zapadores desembarcan en Talcahuano. |

## Motín del transporte naval Trinidad
La expedición tuvo varios contratiempos en el viaje. El capitán Castillo a la altura de las Islas Canarias sufrió una parálisis, debiendo ser desembarcado en Tenerife, por lo que tomó el mando el Teniente de Navío Dionisio Capaz. La expedición quedó dispersa por un temporal en las islas de Cabo Verde.
El 30 de junio el transporte naval Trinidad se separó del convoy. El 22 de julio los sargentos encabezaron el motín de parte de la tropa española, que acaban con la vida del capitanes de la expedición y dirigen el buque al puerto de Buenos Aires, siendo recibidos con muestras de júbilo por los patriotas. El sargento José Reyes y los cabos Antonio Fernández y Miguel Lorite intentan estallar la santa bárbara del buque prendiendo fuego al depósito pero mueren sin conseguirlo. A su llegada a puerto se concedieron grados y ascensos a los oficiales, y las tropas del transporte fueron incorporadas al ejército patriota recibidos como libertadores. Buenos Aires transmitió inmediatamente esta información a Chile facilitando todas las contraseñas navales y que su destino exacto era el puerto de Talcahuano.
Después de la Batalla de Maipú, Mariano Osorio al mando del ejército del rey, de acuerdo con el Virrey del Perú, Pezuela, había decidido abandonar precipitadamente el puerto de Talcahuano el 8 de septiembre, dejando los restos de su tropa al mando del coronel Juan Francisco Sánchez con la consigna de retirarse al sur y sostener la guerra con el concurso del pueblo mapuche.

## Comienzo de las operaciones
| nombre del buque                            | (t)  | armas | hombres | capitán             |
| ------------------------------------------- | ---- | ----- | ------- | ------------------- |
| San Martín                                  | 1300 | 60    | 492     | Guillermo Wilkinson |
| Lautaro                                     | 850  | 46    | 253     | Carlos Wooster      |
| Chacabuco                                   | 450  | 20    | 134     | Francisco Díaz      |
| Araucano                                    | 270  | 16    | 110     | Raimundo Morris     |
| total                                       | 2870 | 142   | 1109    |                     |
| Comandante en Jefe: Manuel Blanco Encalada. |      |       |         |                     |

El 21 de mayo de 1818 salió de Cádiz la fragata María Isabel, de cuarenta cañones, al mando del Capitán de Navío Manuel del Castillo y con un convoy de once transportes que conducían una fuerza de 2.080 hombres.
El capitán Castillo a la altura de las Islas Canarias sufrió una parálisis, debiendo ser desembarcado en Tenerife, por lo que tomó el mando el Teniente de Navío Dionisio Capaz.
El gobierno de Bernardo O'Higgins a través de Buenos Aires tuvo información completa de esta expedición y de que su destino era Talcahuano por lo que dispuso que la recién formada Escuadra Chilena interceptara al convoy.
El 10 de octubre zarparon de Valparaíso, al mando del comandante general de marina, capitán de navío Manuel Blanco Encalada, cuatro buques chilenos: el navío San Martín, comandado por Guillermo Wilkinson; la fragata Lautaro, de Carlos Wooster; la corbeta Chacabuco, de Francisco Díaz; y el bergantín Araucano, de Raimundo Morris.
Debido a los fuertes vientos del sur, Manuel Blanco Encalada tardó diecisiete días en enfrentar a Talcahuano. A raíz de esta demora lograron escapar tres de los once transportes. Manuel Blanco Encalada ordenó que el Araucano se acercara a reconocer la bahía mientras él en el San Martín con la Lautaro se dirigió a la isla Santa María. En ella se apoderó de las instrucciones que el comandante de la María Isabel había dejado con cinco marineros para los siete transportes que venían retrasados.
De acuerdo con esto, esperaba encontrar en Talcahuano a la María Isabel y cuatro transportes; pero, en realidad, Sánchez había ya despachado los transportes al Callao.

## Combate Naval de Talcahuano

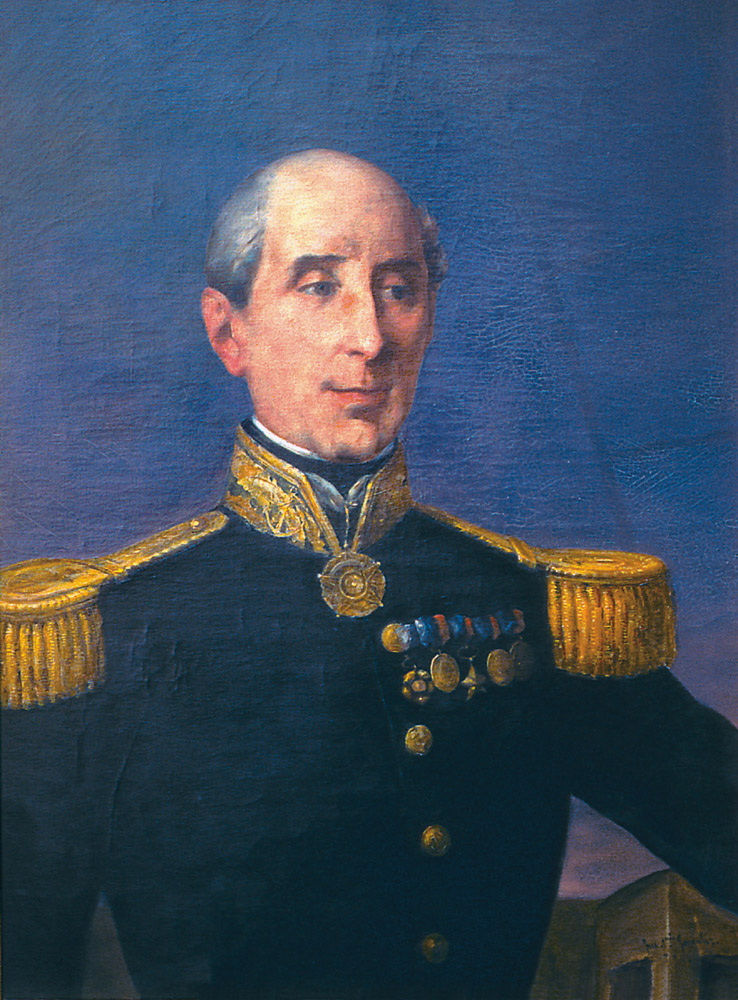
Manuel Blanco Encalada, comandante de la Escuadra Chilena que ejecutó la misión.

A las once de la mañana del 28 de octubre, dos grandes buques desconocidos pasaron entre la Quiriquina y el continente (paso llamado la boca chica). La "María Isabel" izó bandera roja y disparó un cañonazo sin bala. Los navíos contestaron afirmando al tope la bandera inglesa. 
Una hora más tarde, penetraron resueltamente en la bahía. El comandante Dionisio Capaz disparó cuatro cañonazos. Los buques desconocidos, por toda respuesta, izaron la bandera chilena en vez de la inglesa, y se dirigieron a todo trapo hacia la fragata, sin hacer fuego. La María Isabel disparó una andanada con todos sus cañones de babor, pero viendo que era inútil intentar una defensa por su posición y la desigualdad de las fuerzas, se fue a varar en los bajos de la isla de Rocuant. El San Martín y la Lautaro rompieron un fuego vivísimo de fusilería con el ánimo de rendir a la nave enemiga, sin estropearla. 
La marinería se arrojó al agua, dejando a la fragata defendida por 60 fusileros. Blanco destacó una columna de 50 marineros al mando de los tenientes Bell y Crompton, que se apoderó del buque e hizo prisioneros a los que aun permanecían en él. 

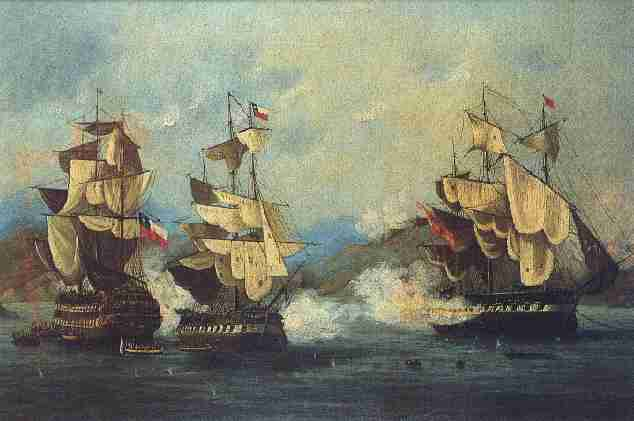
Ataque a la fragata María Isabel en Talcahuano.

A fin de defenderlo de las tropas de tierra, mientras podían zafado del fango con la ayuda de la alta marea, desembarcaron unos 150 fusileros al mando de Guillermo Miller que también debían cortar el camino a Concepción y evitar el envío de refuerzos, pero en tierra estos infantes fueron arrollados por fuerzas muy superiores que vinieron de Concepción del comandante Juan Francisco Sánchez que venían ayudados también por cuatro piezas de artillería. Tuvo Miller que reembarcarse con sus tropas, pues la posición de los buques era tal que la María Isabel estaba de por medio, entre sus soldados y el San Martín y la Lautaro, solo podía sostenérsele con el fuego desde las mirillas de proa de la fragata capturada.
Al reembarcarse Miller con algunas pérdidas, el comandante Blanco Encalada usó los cañones de la misma María Isabel, cargados con metralla, que impidieron a las numerosas fuerzas realistas recuperar el buque durante el día. El fuego entre los realistas en la playa y los buques patriotas continuó hasta el anochecer. La lluvia de la noche y el viento del norte apretaron la fragata aún más contra la arena.
Al amanecer del día 29 de octubre, cuando escampó y se clamó el viento, tres lanchas enemigas se acercaron a la María Isabel para abordar y recuperar el buque pero fueron rechazados enérgicamente por la tripulación. Entretanto el San Martín fue corrido por medio de anclotes hasta ponerlo a la aleta de la fragata capturada con el objeto de defenderla durante el día de los ataques desde la costa por el enemigo.
Salido el sol, los realistas descargaron un activo cañoneo intentando darle a los botes que trabajaban para reflotar la María Isabel. Está y la Lautaro se unieran a la San Martín en descargar sus cañones a tierra sobre el fuerte de San Agustín y la infantería, que refugiada entre las casas del puerto, descargaban tiros de fusil sobre los buques.
Hacia el mediodía de combate no mejoraron mucho, la María Isabel había recibido numerosos impactos. El San Martín recibió en su casco trece balazos de los cañones que Sánchez había traído de Concepción y que emplazó en el fuerte de San Agustín y en la playa, sin perjuicios serios.
Sin embargo, se levantó providencialmente una brisa del sur, al mismo tiempo que subía la marea. Dejaron los marineros el servicio de los cañones y fueron todos a la maniobra. Los esfuerzos de los patriotas por reflotar la nave eran ayudados por el viento y se concentraban en un anclote que Blanco Encalada había hecho colocar durante la noche hacia la popa. Ante la sorpresa de los chilenos y el estupor de los españoles, la fragata María Isabel se zafó del cieno que la aprisionaba y comenzó a navegar quedando totalmente a flote en el primer esfuerzo, saludada por los vivas y los hurras de los chilenos. Los realistas dejaron de abrir fuego, sorprendidos por la inesperada maniobra de esos marinos.
Luego de este hecho de armas, Blanco escribiría a O'Higgins:

"No puede usted imaginar la sorpresa que causó a los enemigos el ver flotar la nave capturada. El fuego cesó de repente, y unos y otros no hacíamos más que mirar la fragata hasta que el grito de ¡Viva la patria! resonó en todas las embarcaciones al mismo tiempo."

Blanco tuvo 27 muertos y 22 heridos, en cuanto a la San Martín y la Lautaro ninguno sufrió averías de consideración. A las tres de la tarde, los tres buques, ostentando la bandera chilena en los mástiles, hicieron a la plaza una salva de despedida de 21 cañonazos, y tomaron rumbo a la isla de Santa María.

## Captura de los transportes expedicionarios españoles

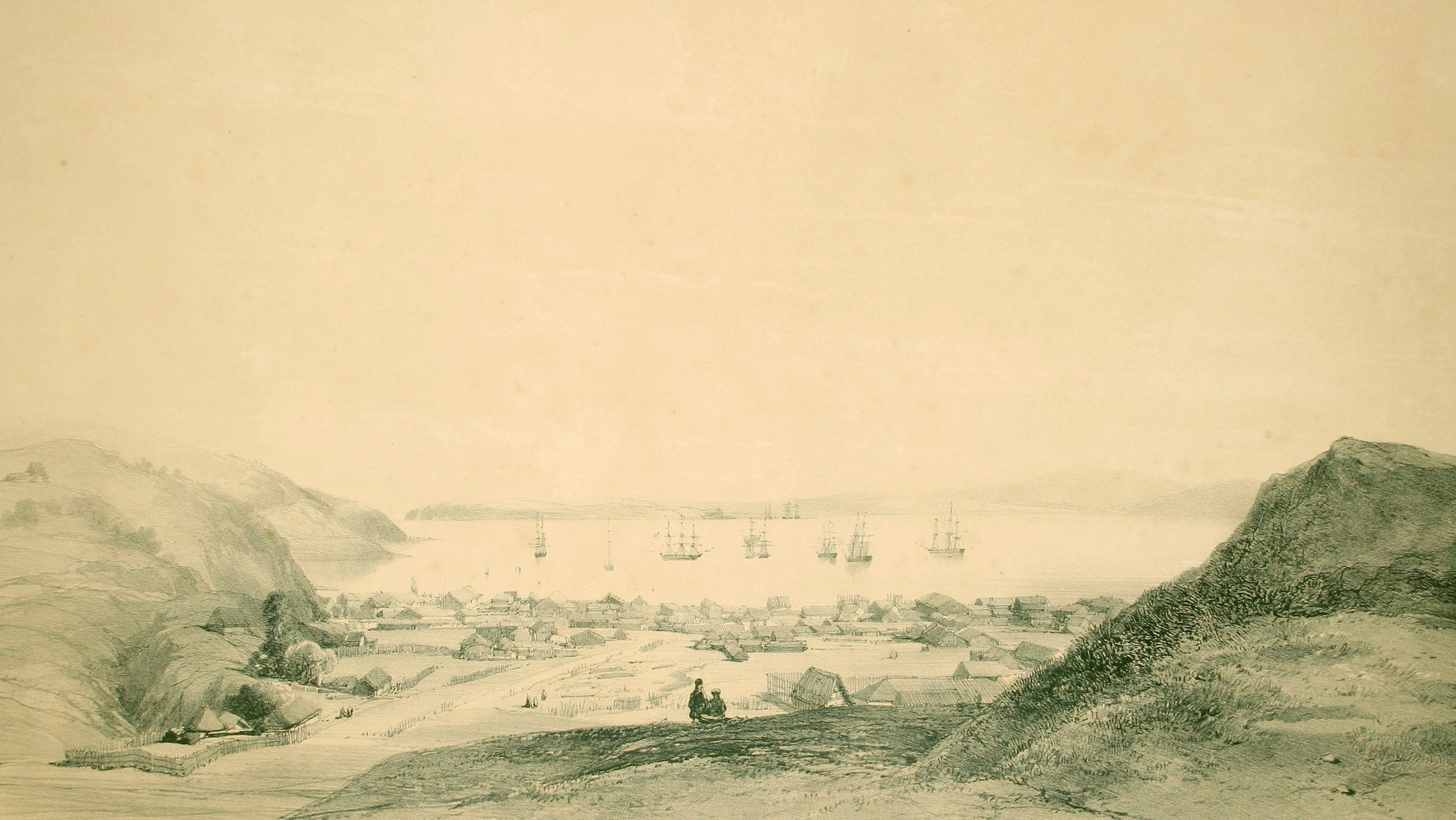
La bahía de Talcahuano. Obra del francés Louis Le Breton (1818–1866).

Blanco Encalada se dispuso, entonces, a esperar a los transportes que, uno a uno fueron llegando a Talcahuano.
De los diez transportes que salieron de Cádiz, uno quedó en Tenerife por inútil, otro recaló en Buenos Aires, cuatro prosiguieron al Callao y cinco venían aún en camino. Al regresar a la isla de Santa María, Blanco Encalada encontró en ella a la corbeta Chacabuco, que se había separado en la noche del 16 y la destacó a custodiar la boca de la bahía de Talcahuano, por si los transportes pasaban directamente a este puerto. En el mismo punto, se le reunieron el Galvarino (noviembre 9) y el Intrépido (noviembre 12); de suerte que la escuadra, que sólo constaba de cuatro naves al salir de Valparaíso, se aumentó a siete. 
En los días 11, 12 Y 14 de noviembre, llegaron las fragatas Dolores, Magdalena y Elena, y engañadas por la bandera española que enarbolaba la María Isabel, se colocaban a su costado. 
Guillermo Miller se refiere así a la situación:

"Los oficiales realistas al anclar su buque junto a la capitana, se vestían de parada para presentarse a sus superiores. Los soldados, las mujeres y los niños se asomaban felices por el término de su penoso viaje." "Mas cuando descubrían su error, el pánico se apoderaba de ellos y estallaban en espantosos gritos, pues se les había hecho creer que los patriotas no daban cuartel a nadie."

De 600 soldados y 36 oficiales que salieron de Cádiz, habían muerto en el trayecto 230 y venían 217 enfermos. 
Utilizando las tripulaciones del Galvarino y del Intrépido, Blanco Encalada completó la marinería de la María Isabel, puso guarnición a los tres transportes y dio la vuelta a Valparaíso dejando a la Chacabuco con su dotación intacta, para que apresara a los dos que venían atrasados. El 17 de noviembre entraba al puerto, de donde saliera un mes y ocho días antes con cuatro buques, al frente de nueve naves. Cinco días más tarde, llegaba la Chacabuco, convoyando a las fragatas Jerezana y Carlota, que partieron de Cádiz con 240 hombres, y habían llegado a Santa María con 140. 
Blanco con estas acciones ya había logrado totalmente su objetivo.

## Consecuencias

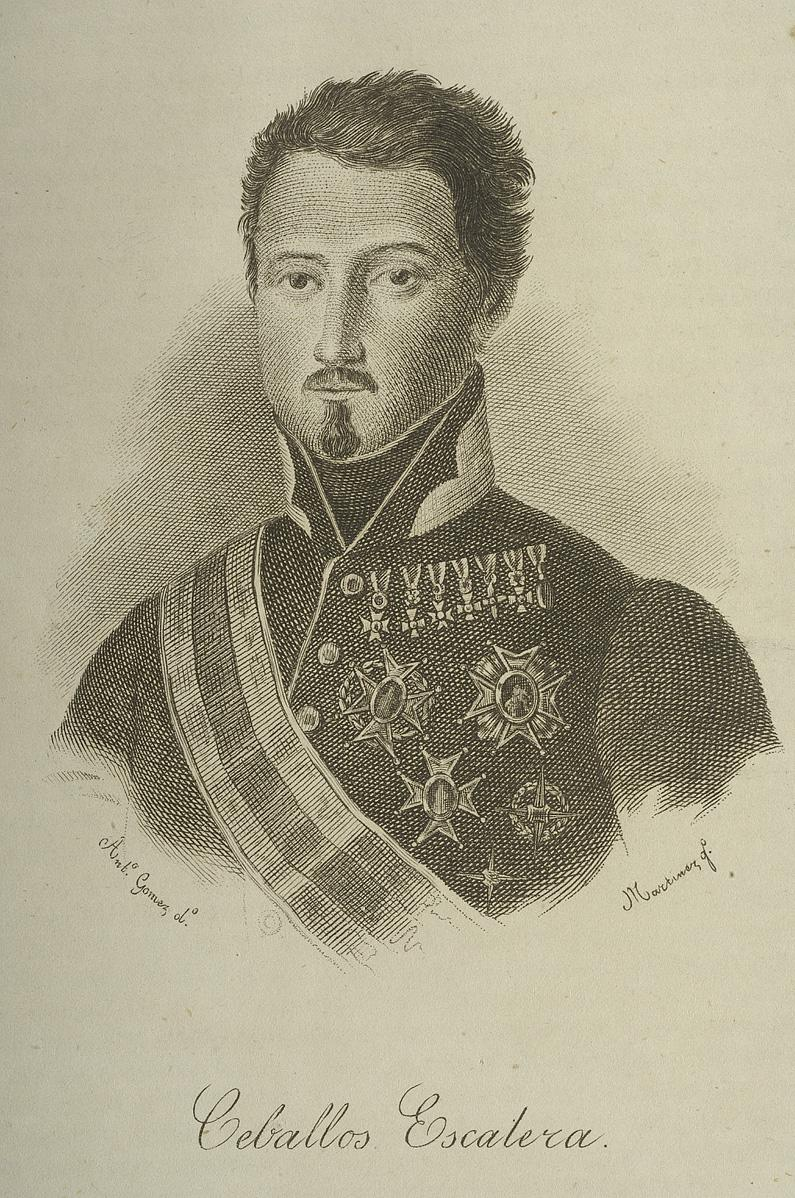
El General Ceballos junto a 210 hombres del Cantabria lograron llegar al Callao.

Finalmente los cinco buques españoles restantes fueron capturados por la Escuadra Chilena que vio así incrementada su escasa dotación de buques, además, con una fragata, la María Isabel que, por ley de 9 de diciembre, pasó a llamarse O'Higgins.
De las fuerzas expedicionarias que venían lograron llegar a sus objetivos, 210 hombres del segundo batallón del Cantabria al mando de Rafael de Ceballos-Escalera que arriban al Callao. El teniente coronel y comandante de las fuerzas Fausto del Hoyo con 665 hombres desembarca en Talcahuano, incorporándose al ejército realista acantonado en Valdivia
Este sería la última expediciòn para auxiliar a los leales en América, ya que el ejército que se preparaba en Cádiz una verdadero fuerza de reconquista de 20.000 soldados cifra impresionante para los estándares de las guerras hispanoamericanas fue sublevado por el liberal y comandante Rafael del Riego quien con las tropas a su mando inicia un movimiento popular contra el absolutismo del rey Fernando VII.
El triunfo de Blanco Encalada había arrancado a España el dominio del Pacífico para radicarlo en Chile, al mismo tiempo que infundía, momentáneamente, la confianza y el optimismo necesarios para afrontar los duros sacrificios que exigía la Expedición Libertadora del Perú. Por su lado, las fuerzas navales españolas desde ese momento asumieron una actitud totalmente defensiva, cuidándose mucho de no arriesgarse a ser capturados por los patriotas chilenos.
El gobierno concedió a los vencedores el derecho de usar un parche color verde mar con un tridente en su centro, orlado de palma y laurel, con esta leyenda: Su primer ensayo dio a Chile el dominio del Pacífico. Por ley de 9 de diciembre se dio a la María Isabel el nombre de O'Higgins. "En agradecimiento a la singular protección con que ha favorecido nuestras armas la serenísima Reina de los Ángeles, bajo el título del Carmelo, la corporación dispuso también se denomine una de las fragatas que han de venir de Norteamérica, con el título de María del Carmen de Maipú y otro acuerdo, del 14 del mismo mes, dio al director supremo el título de Gran Mariscal, que el 29 de agosto de 1820 fue reemplazado por el de capitán general.
La escuadra chilena había logrado un magnífico triunfo con Blanco Encalada en esta ocasión, pero por las exigencias que requería esta futura y enorme empresa, es decir, destruir la armada española en el Callao y conducir la escuadra para la futura expedición libertadora al Perú, el 11 de diciembre de 1818 se le daría el mando de la escuadra a Thomas Cochrane con quien desde ahora manejaría las acciones navales.